# Nazionale maschile di beach soccer della Thailandia
La nazionale di beach soccer della Thailandia rappresenta la Thailandia nelle competizioni internazionali di beach soccer.
Nel 2002 la Thailandia ha ottenuto il 4 ° posto nella Coppa del mondo di beach soccer in Brasile dopo aver perso il terzo posto nella finale dei playoff contro l'Uruguay. Sorteggiati nel gruppo A insieme al Brasile sono riusciti a battere Francia e Spagna per raggiungere la semifinale contro il Portogallo, che hanno perso 3-2. Il portiere della Tailandia, Vilard Normcharoen, è stato eletto miglior portiere del torneo.
Nel 2005, la Thailandia è stata nuovamente sorteggiata nello stesso gruppo del Brasile e della Spagna, ma in questa edizione hanno finito in fondo al gruppo A.

## Rosa
Aggiornata ad ottobre 2014.
| N. |                       | Ruolo | Calciatore         |
| -- | --------------------- | ----- | ------------------ |
| 1  | Thailandia (bandiera) | P     | Chukiat Chimwong   |
| 2  | Thailandia (bandiera) |       | Prakit Dankhunthod |
| 3  | Thailandia (bandiera) |       | Natee Jeepon       |
| 4  | Thailandia (bandiera) | D     | Kittin Lorjanad    |
| 5  | Thailandia (bandiera) | D     | Pongsak Khongkaew  |
| 6  | Thailandia (bandiera) | C     | Manus Madtoha      |
| 7  | Thailandia (bandiera) | C     | Piyapong Songpiew  |

| N. |                       | Ruolo | Calciatore             |
| -- | --------------------- | ----- | ---------------------- |
| 8  | Thailandia (bandiera) |       | Keerati Jongsatisatean |
| 9  | Thailandia (bandiera) |       | Tanandon Praracha      |
| 10 | Thailandia (bandiera) | A     | Komkrit Nanan          |
| 11 | Thailandia (bandiera) |       | Chattana               |
| 12 | Thailandia (bandiera) |       | Parinya Pandee         |
| 13 | Thailandia (bandiera) | C     | Vitoon Tapinna         |
| 14 | Thailandia (bandiera) |       | Anuphong Pramanee      |

Allenatore: Abolfazl Khodabandehloo